# IC 1259/1
IC 1259/1 је елиптична галаксија у сазвијежђу Змај која се налази на листи објеката дубоког неба у Индекс каталогу.
Деклинација објекта је + 58° 31' 0" а ректасцензија 17h 27m 24,5s. Привидна величина (магнитуда) објекта IC 1259 износи 14,9 а фотографска магнитуда 15,9. IC 12591 је још познат и под ознакама UGC 10869, MCG 10-25-37A, CGCG 300-30, ARP 311, VV 101, KCPG 517A, PGC 60323.